# ظهور تدریجی (دیانت بهائی)
ظهور تدریجی یا ظهور تدریجی وحی یکی از آموزه‌های دیانت بهائی است. طبق این آموزه خداوند خود را در این جهان به واسطه پیام‌آورانش در یک فرایند تدریجی-ادواری، و منطبق با استعداد درک بشر و مقتضیات زمان و محیط، متجلی می‌سازد. این فرایند متناوب و در عین حال تکاملی است. از طرفی با ظهور هر دینی «حقایق ابدی» - اصول معنوی و اخلاقی، که در دین قبل ظاهرشده، امّا با گذشت زمان و تمسک کورکورانهٔ پیروان به سنت، به فراموشی سپرده شده بود دوباره زنده می‌شود. در این نگاه، ظهور پیاپی ادیان را می‌توان به آمدن فصل بهار تشبیه کرد، با آمدن هر بهاری شکوفایی و نوزایی جایگزین سرما و مرگِ زمستانِ قبل از خود می‌شود. از طرف دیگر حقایق و اصول اجتماعی دینی نسبی هستند و سیری تکاملی می‌پیمایند به این معنی که آموزه‌های دینی از طریق ظهور پی در پی ادیان با تغییر مقتضیات زمان و ظرفیت فهم بشر تغییر می‌کنند. هدف از ظهور پیامبران، ظهور فیض الهی و تربیت معنوی انسان برای پیشرفت روحانی او در این جهان و آمادگی او برای عالم بعد است. در دیدگاه بهائی، پیامبران دارای دو کیفیت وجودی می‌باشند. یکی وجود انسانی، و دیگری مقام الهی آن‌ها است. در مقام الهی از آنجا که همگی تجلی خداوند واحدند و اسماء و صفات او را منعکس می‌کنند در واقع ظهور یک حقیقت هستند، ولی از جنبهٔ انسانی شخصیت‌های متفاوت دارند.

## دورهٔ نبوت
طبق آثار بهائی «دوره نبوت» به سر آمده و دوره‌ای جدید با ظهور دیانت بهائی به نام «دوره تحقق» آغاز گردیده است که طول آن حداقل پانصد هزار سال است. کتاب‌های آسمانیِ دوره نبوت، «نبوات» یا «اخباری» از آینده‌ای دور که با رستاخیزی جهانی آغاز می‌شود ارائه می‌دهند که در آن بشر به صلح، عدالت، امنیت و بلوغ اخلاقی و روحانی دست می‌یابد. «دوره تحقق» در حقیقت دوره‌ای است که این وعده‌ها در آن تحقق می‌یابد. به گفته شوقی افندی با ظهور بهاءالله «دوره نبوّت منطوی و زمان اکمال و انجاح یعنی انجاز وعود الهیّه و تحقق بشارات کتب سماویّه افتتاح شد».
از منظر بهائی، پیامبر اسلام آخرین فرستاده خداوند در «دوره نبوت» است که بشر را برای روز رستاخیر کنونی آماده کرده، و این دوره با پایان دورهٔ تعالیم وی به اتمام رسیده است. ولی ارتباط خداوند با بشر همچنان از طریق ظهور فرستاده‌های او که آثار بهائی آن‌ها را مظهر ظهور می‌خواند ادامه خواهد یافت. آثار بهائی بیان می‌دارد که لقاءالله (دیدار با خدا) در روز قیامت مهم‌ترین و صریح‌ترین موضوع آیات قرآنیِ مربوط به قیامت است؛ به عنوان مثال چند آیه بعد از آیه مربوط به ختمِ نبوت (۳۳:۴۰) قرآن از لقاءالله در روز قیامت سخن می‌گوید (۳۳:۴۴). منظور از لقای الهی در روز قیامت، از دیدگاه بهائی، لقای فرستاده خداوند است، فردی که خداوند در او تجلی و ظهور می‌کند، چه که به گفتهٔ قرآن دیدن خداوند غیرممکن است. (۶:۱۰۳) در همین راستا بهاءالله بیان می‌دارد که ختم نبوت دلالت بر عظمت ظهور وی دارد. به عبارت دیگر بهاءالله مقام خود را، به ارادهٔ خداوند، ماوراء مفهوم نبوت یا پیامبری در اسلام می‌داند.

## دورهٔ تحقق
به‌طور خلاصه، ظهور تدریجی وحی شرح و گسترشی است بر تعالیم ویژهٔ اسلامی در مورد نبوت (پیامبری). تفاوت اصلی در این است که در تعالیم اسلامی، سلسلهٔ پیامبران با آدم آغاز، و با محمد نبی پایان یافت. در دیدگاه بهائی این سلسله یک دورهٔ کامل نبوت را تشکیل می‌دهد و با دعوت باب به سال ۱۲۶۰ ه‍.ق (۱۸۴۴م) یک دورهٔ جدید به نام «دورهٔ تحقق» آغاز شد. این دیدگاه بهائی مشابه دیدگاه شیعه است که با وجود پایان نبوت توسط محمد، مرجعیت مطلق دینی توسط امامان معصوم ادامه پیدا کرد. آموزهٔ ادوار در تشیع اسماعیلی هم ممکن است تأثیر غیرمستقیمی از طریق مکتب شیخیه بر این دیدگاه بهائی داشته باشد. مهم است بدانیم که در تعالیم بهائی پایانی‌بودن نبوت محمد قبول‌شده است، اما امکان ظهور جایگاه جدید به ارادهٔ الهی وجود دارد. در تعالیم بهائی از اصطلاح قرآنی «نبی» و «رسول» استفاده نمی‌شود. باب و بهاءالله هر یک به عنوان «مظهر الهی»، اصطلاحی که از مکتب وحدت وجود ابن عربی برگرفته شده، یاد می‌شوند. بسیاری از ایده‌های ظهور تدریجی وحی از نظر اسلامی و شیعی بدون اشکال هستند. با وجود تفاوت در اصطلاحات، دو نکته باعث شد که جنبش‌های بابی و بهائی، از نظر فقیهان اسلامی، خارج‌شده از دین اسلام محسوب شوند: (۱) اعلام شریعت جدید توسط باب و (۲) قائل‌شدن مقامی مشابه محمد برای باب و بهاءالله. شالودهٔ اصلی ظهور تدریجی وحی تفاوت چندانی با تفکرات «الهیات تدریجی»، که در حلقه‌های مسیحی در نیمهٔ دوم سدهٔ نوزدهم مطرح شد، ندارد.
به عقیده دنیس مک‌ایون تعیین دقیق سرشت دعاوی بهاءالله کار دشواری است. عقیده‌های رسمی آئین بهائی هر نوع حلول و تجسد را رد می‌کند و تأکید دارد که بهاءالله یک مظهر الهی است، به مانند یک آینه که آفتاب را باز می‌تاباند.: ۵۰۰  بهاءالله خود نیز حلول و تجسد خداوند و اندیشه وحدتِ وجود را رد کرده، خداوند را ورای جهان خلقت می‌داند. با این حال، مک‌ایون با ذکر چند نمونه  معتقد است کنار گذاشتن این گمان که بهاءالله در آثار متاخرش ادعاهای بنیادی‌تری داشته مشکل است.:۵۰۰ بهاءالله اما توضیح می‌دهد که هر اشاره او به الوهیت، دلالت بر نیستی و فنای مطلق شخص او دارد. به گفته او این مقام، مقام فنای از نفس و بقای بالله است.